# هریت بلند
هریت بلند (انگلیسی: Harriet Bland؛ ۱۳ فوریه ۱۹۱۵ – ۶ نوامبر ۱۹۹۱) دونده اهل ایالات متحده آمریکا بود.
وی در مسابقات کشوری و بین‌المللی در مجموع برندهٔ ۱ مدال طلا شده‌است.